# D.N.Angel
D.N.Angel er en manga skrevet af Yukiru Sugisaki. Den er sidenhen blevet lavet både som en anime og et spil til PlayStation 2 (med undertitlen "Crimson Wings").
Den handler om 14 årige Daisuke Niwa, han bor sammen med sine forældre og sin bedstefar. Daisukes bedstefar viser sig at have været den berømte mestertyv Dark, i sine unge dage. På sin 14 års fødslsdag dukker Dark op i Daisukes indre, og hver gang han får hjertebanken (specielt ved forelskelse) forvandler han sig til Dark og den anden vej rundt(Dark er lidt af en charmetrold).
| Anime eller manga | Spire Denne artikel om en anime og/eller manga er en spire som bør udbygges. Du er velkommen til at hjælpe Wikipedia ved at udvide den. |